# Limopsis sulcata
Limopsis sulcata är en musselart som beskrevs av Addison Emery Verrill och Katharine Jeanette Bush 1898. Limopsis sulcata ingår i släktet Limopsis och familjen Limopsidae. Inga underarter finns listade i Catalogue of Life.